# УДИК
Сдружението за дружествени изследвания и комуникация (на сръбски: Udruženje za društvena istraživanja i komunikacije), съкратено СДИК или УДИК (от UDIK), е неправителствена организация в Босна и Херцеговина със седалище в Сараево и офис в Бръчко.
Организацията се занимава главно с правата на човека и помирението в страните от бивша Югославия. Основана е от Едвин Канка Чудич през 2013 г., който е неин координатор.

## Дейност
Има за цел да събере факти, документи и данни за геноцид, военни престъпления и нарушения на правата на човека в Босна и Херцеговина и бивша Югославия. Работи отвъд националните граници, за да подпомага общества след конфликта в региона, да възстанови върховенството на закона и да се справи с минали нарушения на правата на човека.
Изпълнява програма за преходно правосъдие, ориентирана към жертвите, с 3 основни компонента:
- документация
- правосъдие и институционална реформа
- култура на спомен